# Fukuju
 (novembre 2008).
Si vous disposez d'ouvrages ou d'articles de référence ou si vous connaissez des sites web de qualité traitant du thème abordé ici, merci de compléter l'article en donnant les références utiles à sa vérifiabilité et en les liant à la section « Notes et références ».

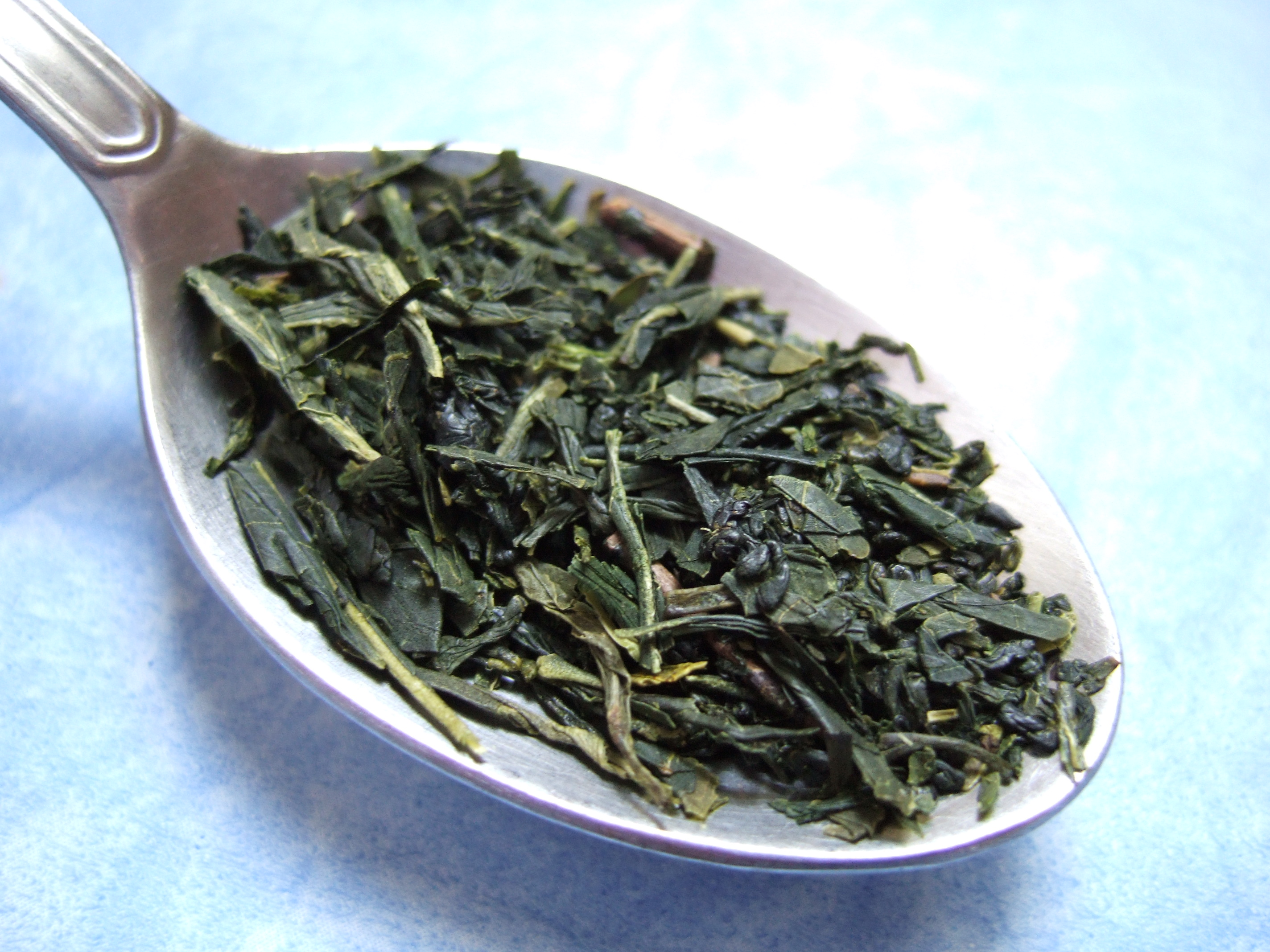
Feuilles de thé.

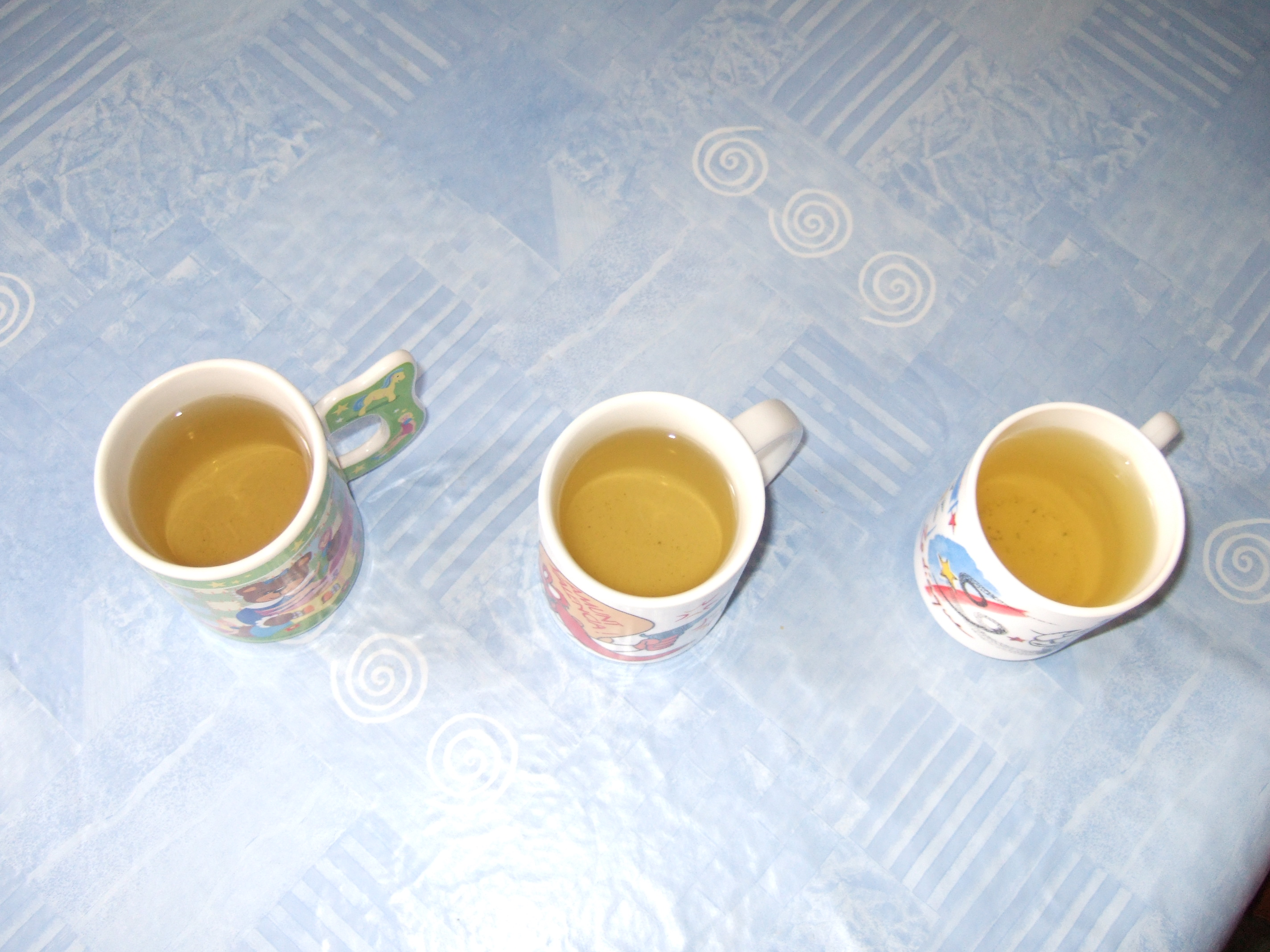
Trois infusions successives.

Le fukuju (福寿) est un thé vert provenant du Japon, appartenant à la catégorie sencha. Cultivé dans la région de Shizuoka au pied du mont Fuji (entre 120 et 450 mètres d'altitude), il est l'un des thés japonais les plus courants et exportés. En magasin en Europe, son prix se situe généralement aux alentours de 5 à 7 € pour 50 grammes, mais certaines de ses récoltes peuvent avoir des prix élevés.
Les bourgeons de ce thé apparaissent en avril et les feuilles sont cueillies alors qu'elles sont encore jeunes (contrairement aux autres thés qui sont cueillis vers juillet, une fois qu'ils sont arrivés à maturité). Les feuilles de ce thé sont d'une couleur vert foncé, mais une fois qu'il a infusé, le thé obtient une teinte vert-doré. Au goût délicat et riche en saveurs, ce thé contient beaucoup de vitamine C. Il s'accommode très bien avec les repas.

## Préparation
Il est conseillé de préparer ce thé avec une eau ayant une température comprise entre 70 et 80 °C afin de ne pas brûler les feuilles de thé, et le laisser infuser deux à trois minutes mais pas plus sinon le thé sera amer. On peut réutiliser les mêmes feuilles de thé plusieurs fois pour réaliser l'infusion (généralement trois).